# Ablabesmyia miki
Ablabesmyia miki es una especie de insecto díptero del género Ablabesmyia, familia Chironomidae.

## Taxonomía
Fue descrito por primera vez en 1936 por Goetghebuer & Lenz. 